# اسرا ان (ویرجینیای غربی)
اسرا ان(به انگلیسی: Sarah Ann) شهری در ایالت ویرجینیای غربی کشور ایالات متحده آمریکا است که جمعیت آن در سرشماری سال ۲۰۱۰ میلادی، ۳۴۵ نفر بوده‌است.